# Moonchild Trio
Pour les articles homonymes, voir Moonchild.
Moonchild Trio, The Moonchild Trio ou parfois stylisé Moondchild trio, est un groupe de metal avant-gardiste américain, originaire de New York. Il est formé en décembre 2005 et mêle les styles metal avant-gardiste, punk hardcore et rock expérimental. Dirigé par John Zorn, le projet combine la composition et l'improvisation au sein du rock (d'après la pochette de l'album Moonchild, Songs Without Words). Tous les albums de Moonchild Trio sont enregistrés par Tzadik Records, le label indépendant fondé par John Zorn.

## Biographie
Moonchild Trio comprend John Zorn, qui compose et dirige le groupe, Mike Patton au chant, Trevor Dunn à la basse, ainsi que Joey Baron à la batterie,. Tous sont animés d'explorer la musique de manière expérimentale par l'improvisation tout aussi bien que par la composition. De manière générale, le saxophoniste John Zorn ne joue pas dans les albums. Néanmoins, on peut l'entendre au saxophone alto dans Six Litanies for Heliogabalus, The Crucible et Ipsissimus mais aussi au piano dans Ipsissimus. En 2006, le groupe publie son premier album studio, Moonchild, Songs Without Words.
En 2012, les trois protagonistes publient leur quatrième album, Templars: In Sacred Blood.

## Style musical
Dans ses compositions pour le trio, John Zorn s'inspire notamment d'Antonin Artaud, d'Edgar Varèse mais aussi d'Aleister Crowley, en particulier pour ses écrits sur la Kabbale.
À ses débuts, le trio s'inscrit surtout dans la lignée du hardcore, avec le chant crié et guttural de Mike Patton, la  forte distorsion présente sur la basse de Trevor Dunn et la rythmique parfois chaotique de Joey Baron. Avec Songs Without Words et Astronome, le hardcore est combiné à cette dimension avant-gardiste qui fait partie de l'âme même du projet. Ce style très agressif s'adoucira progressivement dans les albums suivants avec l'apparition du saxophone du leader et la guitare de Marc Ribot, sans perdre pour autant son orientation expérimentale.

## Discographie
- 2006 : Moonchild, Songs Without Words
- 2006 : Astronome
- 2007 : Six Litanies for Heliogabalus
- 2008 : The Crucible
- 2010 : Ipsissimus
- 2012 : Templars: In Sacred Blood